# Basilea Schlinková
Matka Basilea, rodným jménem Klára Schlinková (21. října 1904, Darmstadt, Německo – 21. března 2001, Darmstadt), byla německá náboženská vůdkyně a spisovatelka. V letech 1947 až 2001 vedla Evangelické Mariino sesterstvo, které spoluzaložila.

## Život
Basilea Schlinková byla sestrou Edmunda Schlinka, profesora teologie. Její otec Wilhelm Schlink byl profesorem mechaniky. Po ukončení střední školy v Braunschweigu a Darmstadtu nastoupila do Fröbelova semináře v Kasselu (v roce 1923) a v roce 1924 do Sociální dívčí školy pro vnitřní misii v Berlíně. Roku 1929 se stala učitelkou v biblickém domově Malche v Bad Freienwaldu v Německu, kde přednášela psychologii a církevní dějiny. Od roku 1930 studovala psychologii, filosofii a dějiny umění v Berlíně a Hamburku. Toto studium zakončila prací, která pojednávala o nábožensko-psychologickém problému: Význam uvědomění si hříchu v náboženských bojích dospívajících dívek.
O několik let později žila Schlinková v těžce bombardovaném Německu z nepatrných zdrojů, ale bylo pro ni důležité kát se za krutosti, které Němci způsobili jiným národům během války, zejména Židům. Toužila se vdát stejně jako jiné mladé ženy. Místo toho ale upřednostnila misii a stala se Mariinou sestrou.
30. března 1947 založila v Darmstadtu společně s Erikou Madaussovou Evangelické Mariino sesterstvo. V roce 1948 se obě zakladatelky a dalších sedm sester staly řeholnicemi. Od té doby se dr. Klára Schlinková nazývala Matka Basilea a Erika Madausová byla nazvána Matka Martyria. Dnes[kdy?] má Evangelické Mariino sesterstvo 11 divizí po celém světě a celkem 209 sester, z nichž asi 130 žije v Darmstadtu.

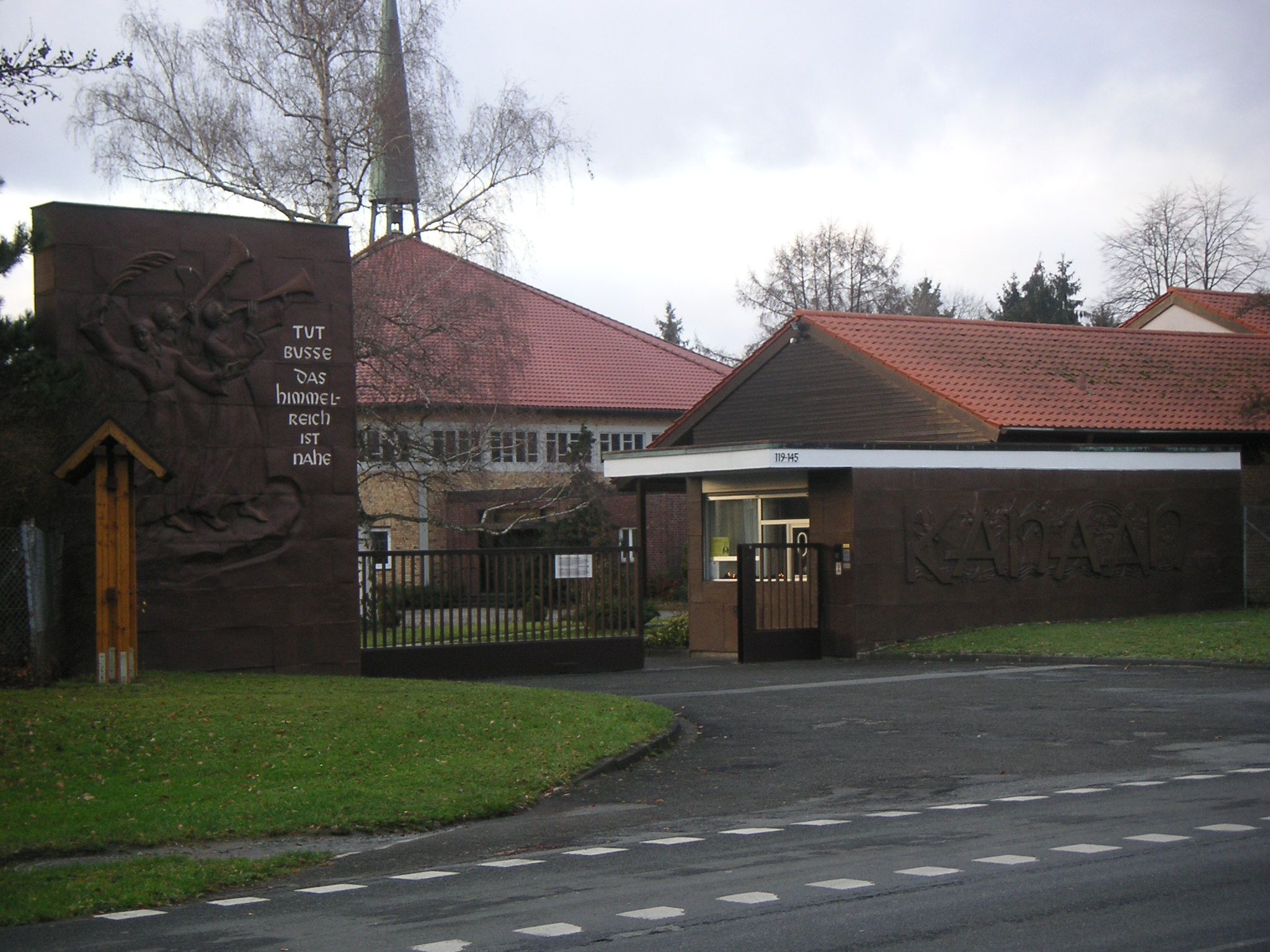
Sídlo Evangelického Mariina sesterstva v Darmstadtu (2006)

## Knihy
- Nevěsta Ježíše Krista
- Vše pro Něj
- Vůně života pro Boha
- Izrael, můj vyvolený lid
- Pokání – Radostný naplněný život
- V Boží dlani (životopis)
- Patmos, kde se otevřelo nebe
- Jak se změnit